# Удружење за одбрану ћирилице "Добрица Ерић"
Удружење за одбрану ћирилице "Добрица Ерић" скраћено Ћирилица је основано 15. јуна 2009. године у Београду.Удружење за одбрану ћирилице "Добрица Ерић" је невладино и непрофитно удружење, основано на неодређено време ради остваривања циљева у области заштите српског језика, враћања ћирилице у употребу код Срба као јединог њиховог писма и остварeња службене и јавне употребе ћирилице у складу са Уставом Републике Србије као јединог службеног писма српског језика.

## Циљ
Удружење одређује као своје циљеве следеће:
- Јачање свести српског народа о ћирилици као темељном националном симболу
- Јачање свести српског народа о јединству његовог српског језика и ћирилице, што је једини начин да се сачува српско име језика и српско име народа
- Указивање српском народу да је ћирилица драгуљ у ризници светске културне баштине, са особином да сваком гласу одговара један знак (слово), по чему је он посебан међу језицима европских па и других народа, и да чување такве велике цивилизацијске тековине обједињује српски народ развијајући у њему национално самопоштовање и самопоуздање.[2]

## Чланство
Разликују се три врсте чланства: редовно, помажуће и почасно.
1. Редовни члан има сва права и обавезе који произилазе из Статута Удружења, учествује у раду органа Удружења и у доношењу одлука везаних за делатност Удружења.
2. Помажући члан је придружени члан Удружења по својој жељи и одлуком Управног одбора који као стручно лице за неку посебну област помаже Удружењу у његовом раду.
3. Почасни члан има саветодавну улогу. Почасни члан може постати појединац или организација која није редован члан Удружења, а који(а) је дао(ла) или даје посебан допринос било радом у Удружењу, било у независном раду којим се остварују циљеви и задаци Удружења.[2]

## Награда Удружења
Награду "Мркаљ и Вук" Удружење за одбрану ћирилице додељује за научностручно дело објављено у претходне три године, које својом целином највише доприноси очувању ћирилице у српском језику. Награда се додељује сваке године.